# Uloma laesicollis
Uloma laesicollis – gatunek chrząszcza z rodziny czarnuchowatych i podrodziny Tenebrioninae.
Gatunek ten został opisany w 1858 roku przez Thomsona, który jako miejsce typowe wskazał Gabon.
Czarnuch o ciele długości około 7-8 mm. Wierzch przedplecza i pokryw jednolicie ciemny. Bródka u samców z dwoma dołkami bez szczecin. Przód przedplecza samców z wyraźnym wgłębieniem. Pokrywy podłużne i z bokami równoległymi. Ostatni widoczny sternit odwłoka nieobrzeżony. Wierzchołkowa część edeagusa zaokrąglona na wierzchołku. Przednie odnóża samców o gwałtownie poszerzonych goleniach w najwyżej dystalnej ⅓.
Chrząszcz afrotropikalny, znany z Gabonu, Gwinei Równikowej, Kamerunu, Konga, Ghany, Gwinei, Wybrzeża Kości Słoniowej, Liberii, Republiki Środkowoafrykańskiej i Angoli.